# Verkiezingen voor het Europees Parlement 2014/Kandidatenlijst/CDA
De kandidatenlijst voor de Europese Parlementsverkiezingen 2014 van het CDA-Europese Volkspartij (lijstnummer 1) is na controle door de Kiesraad als volgt vastgesteld:
1. De Lange E.M.R. (Esther) (v), Driebruggen
2. Lenaers J.J.M. (Jeroen) (m), Stramproy
3. Van de Camp W.G.J.M. (Wim) (m), 's-Gravenhage
4. Van den Berg J.H.C. (Chantal) (v), Heemstede
5. Gotink H.G.P. (Dirk) (m), Brussel (BE)
6. Koçak K.T. (Kaya) (m), Eindhoven
7. Van Nistelrooij L.J.J. (Lambert), (m) Diessen
8. Frans M.C.C. (Marc) (m), Vlaardingen
9. Berendsen T.B.W. (Tom) (m), Brussel (BE)
10. Eilering W. (Wim) (m), Drachten
11. Lambermont F.J.G. (Frank) (m), Gulpen
12. Janssen I.G.C. (Irene) (v), Brussel (BE)
13. De Jonge M.M.J. (Mireille) (v), 's-Gravenhage
14. Göring R.A.H.M. (Rob) (m), Lieshout
15. Den Bak S.W. (Sebastiaan) (m), Baarn
16. Bol C.M.A. (Charlotte) (v), Heusden
17. Roelofs P.J.J.M. (Peter) (m), Groningen
18. Erdal A. (Alaattin) (m), Rotterdam
19. Strikwerda W. (Wiebe) (m), Feanwâlden
20. Wiggers M.P.M. (Marc) (m), Amsterdam
21. Wintermans J.E.F. (Jet) (m), Veenendaal
22. Marchal W.B. (Wijnand) (m), Leidschendam
23. Walenkamp P.V.A. (Pim) (m), Utrecht
24. Staal K. (Klaas) (m), Bonn (DE)
25. Schreijer-Pierik J.M.G. (Annie), (v) Hengevelde
26. Spâtgens J.M. (Jo) (m), Sittard
27. Vlaming-Kroon E.A.C. (Elaine) (v), Anna Paulowna
28. Peijs K.M.H. (Karla) (v), Middelburg
29. Van Rooij Y.C.M.T. (Yvonne) (v), Zeist
30. Maij-Weggen J.R.H. (Hanja) (v), Eindhoven
31. Bot B.R. (Bernard) (m), 's-Gravenhage

CDA-Europese Volkspartij · 
PVV (Partij voor de Vrijheid) ·
P.v.d.A./Europese Sociaaldemocraten ·
VVD ·
Democraten 66 (D66)-ALDE ·
GROENLINKS ·
SP (Socialistische Partij) ·
ChristenUnie-SGP ·
Artikel50 ·
IQ, de Rechten-Plichten-Partij ·
Piratenpartij ·
50PLUS ·
De Groenen ·
Anti EU(ro) Partij ·
Liberaal Democratische Partij ·
JEZUS LEEFT ·
ikkiesvooreerlijk.eu ·
Partij voor de Dieren ·
Aandacht en Eenvoud